# 한가현
한가현(1995년 3월 24일~)은 대한민국의 주말.공휴일 기상 캐스터 이자 아나운서, 프리랜서 방송인이다.

## 학력
- 서강대학교 국어국문학, 신문방송학, 교육문화학 학사

## 경력
- 2018년 : tvN 문제적 남자 (특별출연).
- 2018년 : 베어스포티비 리포터.
- 2020년~2021년 : 연합뉴스TV 뉴스 캐스터.
- 2021년~ : 연합뉴스TV 기상 캐스터.
- 2023년~ : 딜라이브TV 지혜의숲 MC

## 수상
- 2017년 87회 전국춘항선발대회 춘향전북은행 당선